# Interlands Spaans voetbalelftal 2020-2029
Deze pagina toont een chronologisch en gedetailleerd overzicht van de interlands die het Spaans voetbalelftal speelt en heeft gespeeld in de periode 2020 – 2029.

## Interlands

### 2020
|                                                                                     |                 |       |                 |                                                                                     |
| 3 september UEFA Nations League Groep A4 № 703 «onderlinge duels» 20:45 uur (UTC+2) | Duitsland       | 1 – 1 | Spanje          | Mercedes-Benz Arena, Stuttgart Toeschouwers: 0 Scheidsrechter: Daniele Orsato (ITA) |
| 3 september UEFA Nations League Groep A4 № 703 «onderlinge duels» 20:45 uur (UTC+2) | Timo Werner 52' |       | 90+7' José Gayà | Mercedes-Benz Arena, Stuttgart Toeschouwers: 0 Scheidsrechter: Daniele Orsato (ITA) |

|                                                                                     |                                                                         |       |          |                                                                                         |
| 6 september UEFA Nations League Groep A4 № 704 «onderlinge duels» 20:45 uur (UTC+2) | Spanje                                                                  | 4 – 0 | Oekraïne | Estadio Alfredo Di Stéfano, Madrid Toeschouwers: 0 Scheidsrechter: Benoît Bastien (FRA) |
| 6 september UEFA Nations League Groep A4 № 704 «onderlinge duels» 20:45 uur (UTC+2) | Sergio Ramos 3' (pen.) Sergio Ramos 30' Ansu Fati 33' Ferran Torres 85' |       |          | Estadio Alfredo Di Stéfano, Madrid Toeschouwers: 0 Scheidsrechter: Benoît Bastien (FRA) |

|                                                                        |          |       |        |                                                                                        |
| 7 oktober Vriendschappelijk № 705 «onderlinge duels» 19:45 uur (UTC+1) | Portugal | 0 – 0 | Spanje | Estádio José Alvalade, Lissabon Toeschouwers: 2.500 Scheidsrechter: Paolo Valeri (ITA) |
| 7 oktober Vriendschappelijk № 705 «onderlinge duels» 19:45 uur (UTC+1) |          |       |        | Estádio José Alvalade, Lissabon Toeschouwers: 2.500 Scheidsrechter: Paolo Valeri (ITA) |

|                                                                                    |                     |       |             |                                                                                        |
| 10 oktober UEFA Nations League Groep A4 № 706 «onderlinge duels» 20:45 uur (UTC+2) | Spanje              | 1 – 0 | Zwitserland | Estadio Alfredo Di Stéfano, Madrid Toeschouwers: 0 Scheidsrechter: Ali Palabıyık (TUR) |
| 10 oktober UEFA Nations League Groep A4 № 706 «onderlinge duels» 20:45 uur (UTC+2) | Mikel Oyarzabal 14' |       |             | Estadio Alfredo Di Stéfano, Madrid Toeschouwers: 0 Scheidsrechter: Ali Palabıyık (TUR) |

|                                                                                    |                      |       |        |                                                                            |
| 13 oktober UEFA Nations League Groep A4 № 707 «onderlinge duels» 21:45 uur (UTC+3) | Oekraïne             | 1 – 0 | Spanje | NSK Olimpiejsky, Kiev Toeschouwers: 10.495 Scheidsrechter: Paweł Gil (POL) |
| 13 oktober UEFA Nations League Groep A4 № 707 «onderlinge duels» 21:45 uur (UTC+3) | Viktor Tsihankov 75' |       |        | NSK Olimpiejsky, Kiev Toeschouwers: 10.495 Scheidsrechter: Paweł Gil (POL) |

|                                                                          |                       |       |                    |                                                                                   |
| 11 november Vriendschappelijk № 708 «onderlinge duels» 20:45 uur (UTC+1) | Nederland             | 1 – 1 | Spanje             | Johan Cruijff ArenA, Amsterdam Toeschouwers: 0 Scheidsrechter: Davide Massa (ITA) |
| 11 november Vriendschappelijk № 708 «onderlinge duels» 20:45 uur (UTC+1) | Donny van de Beek 47' |       | 18' Sergio Canales | Johan Cruijff ArenA, Amsterdam Toeschouwers: 0 Scheidsrechter: Davide Massa (ITA) |

|                                                                                     |                  |       |                   |                                                                            |
| 14 november UEFA Nations League Groep A4 № 709 «onderlinge duels» 20:45 uur (UTC+1) | Zwitserland      | 1 – 1 | Spanje            | St. Jakob-Park, Bazel Toeschouwers: 0 Scheidsrechter: William Collum (SCO) |
| 14 november UEFA Nations League Groep A4 № 709 «onderlinge duels» 20:45 uur (UTC+1) | Remo Freuler 26' |       | 89' Gerard Moreno | St. Jakob-Park, Bazel Toeschouwers: 0 Scheidsrechter: William Collum (SCO) |

|                                                                                     | |       |           |                                                                                     |
| 17 november UEFA Nations League Groep A4 № 710 «onderlinge duels» 20:45 uur (UTC+1) | Spanje                                                                                                | 6 – 0 | Duitsland | Estadio de La Cartuja, Sevilla Toeschouwers: 0 Scheidsrechter: Andreas Ekberg (SWE) |
| 17 november UEFA Nations League Groep A4 № 710 «onderlinge duels» 20:45 uur (UTC+1) | Álvaro Morata 17' Ferran Torres 33' Rodri 38' Ferran Torres 55' Ferran Torres 71' Mikel Oyarzabal 89' |       |           | Estadio de La Cartuja, Sevilla Toeschouwers: 0 Scheidsrechter: Andreas Ekberg (SWE) |

### 2021
|                                                                             |                   |       |                                 |                                                                                       |
| 25 maart WK-kwalificatie Groep B № 711 «onderlinge duels» 20:45 uur (UTC+1) | Spanje            | 1 – 1 | Griekenland                     | Estadio Nuevo Los Cármenes, Granada Toeschouwers: 0 Scheidsrechter: Marco Guida (ITA) |
| 25 maart WK-kwalificatie Groep B № 711 «onderlinge duels» 20:45 uur (UTC+1) | Álvaro Morata 33' |       | 56' (pen.) Anastasios Bakasetas | Estadio Nuevo Los Cármenes, Granada Toeschouwers: 0 Scheidsrechter: Marco Guida (ITA) |

|                                                                             |                            |       |                                   |                                                                                           |
| 28 maart WK-kwalificatie Groep B № 712 «onderlinge duels» 20:00 uur (UTC+4) | Georgië                    | 1 – 2 | Spanje                            | Boris Paitsjadzestadion, Tbilisi Toeschouwers: 16.500 Scheidsrechter: Radu Petrescu (ROU) |
| 28 maart WK-kwalificatie Groep B № 712 «onderlinge duels» 20:00 uur (UTC+4) | Chvitsja Kvaratschelia 44' |       | 56' Ferran Torres 90+2' Dani Olmo | Boris Paitsjadzestadion, Tbilisi Toeschouwers: 16.500 Scheidsrechter: Radu Petrescu (ROU) |

|                                                                             |                                                   |       |                  |                                                                                   |
| 31 maart WK-kwalificatie Groep B № 713 «onderlinge duels» 20:45 uur (UTC+2) | Spanje                                            | 3 – 1 | Kosovo           | Estadio de La Cartuja, Sevilla Toeschouwers: 0 Scheidsrechter: Jakob Kehlet (DEN) |
| 31 maart WK-kwalificatie Groep B № 713 «onderlinge duels» 20:45 uur (UTC+2) | Dani Olmo 34' Ferran Torres 36' Gerard Moreno 75' |       | 70' Besar Halimi | Estadio de La Cartuja, Sevilla Toeschouwers: 0 Scheidsrechter: Jakob Kehlet (DEN) |

|                                                                     |        |       |          |                                                                                     |
| 4 juni Vriendschappelijk № 714 «onderlinge duels» 19:30 uur (UTC+2) | Spanje | 0 – 0 | Portugal | Wanda Metropolitano, Madrid Toeschouwers: 14.743 Scheidsrechter: Craig Pawson (ENG) |
| 4 juni Vriendschappelijk № 714 «onderlinge duels» 19:30 uur (UTC+2) |        |       |          | Wanda Metropolitano, Madrid Toeschouwers: 14.743 Scheidsrechter: Craig Pawson (ENG) |

|                                                                     |                                                                   |       |          |                                                                                              |
| 8 juni Vriendschappelijk № 715 «onderlinge duels» 20:45 uur (UTC+2) | Spanje                                                            | 4 – 0 | Litouwen | Estadio Municipal de Butarque, Leganés Toeschouwers: 903 Scheidsrechter: Willy Delajod (FRA) |
| 8 juni Vriendschappelijk № 715 «onderlinge duels» 20:45 uur (UTC+2) | Hugo Guillamón 3' Brahim Díaz 24' Juan Miranda 54' Javi Puado 73' |       |          | Estadio Municipal de Butarque, Leganés Toeschouwers: 903 Scheidsrechter: Willy Delajod (FRA) |

| EK 2020 |
| ------- |

|                                                                         |         |       |        | |
| 14 juni EK-eindronde Groep E № 716 «onderlinge duels» 21:00 uur (UTC+2) | Spanje  | 0 – 0 | Zweden | Estadio de La Cartuja, Sevilla Toeschouwers: 10.559 Scheidsrechter: Slavko Vinčić (SVN) Video-assistent: Bastian Dankert (GER) |
| 14 juni EK-eindronde Groep E № 716 «onderlinge duels» 21:00 uur (UTC+2) | Verslag |       |        | Estadio de La Cartuja, Sevilla Toeschouwers: 10.559 Scheidsrechter: Slavko Vinčić (SVN) Video-assistent: Bastian Dankert (GER) |

|                                                                         |                   |         |                        | |
| 19 juni EK-eindronde Groep E № 717 «onderlinge duels» 21:00 uur (UTC+2) | Spanje            | 1 – 1   | Polen                  | Estadio de La Cartuja, Sevilla Toeschouwers: 11.742 Scheidsrechter: Daniele Orsato (ITA) Video-assistent: Massimiliano Irrati (ITA) |
| 19 juni EK-eindronde Groep E № 717 «onderlinge duels» 21:00 uur (UTC+2) | Álvaro Morata 25' | Verslag | 54' Robert Lewandowski | Estadio de La Cartuja, Sevilla Toeschouwers: 11.742 Scheidsrechter: Daniele Orsato (ITA) Video-assistent: Massimiliano Irrati (ITA) |

|                                                                         |           |         | | |
| 23 juni EK-eindronde Groep E № 718 «onderlinge duels» 18:00 uur (UTC+2) | Slowakije | 0 – 5   | Spanje | Estadio de La Cartuja, Sevilla Toeschouwers: 11.204 Scheidsrechter: Björn Kuipers (NED) Video-assistent: Pol van Boekel (NED) |
| 23 juni EK-eindronde Groep E № 718 «onderlinge duels» 18:00 uur (UTC+2) |           | Verslag | 30' (e.d.) Martin Dúbravka 45+3' Aymeric Laporte 56' Pablo Sarabia 67' Ferran Torres 71' (e.d.) Juraj Kucka | Estadio de La Cartuja, Sevilla Toeschouwers: 11.204 Scheidsrechter: Björn Kuipers (NED) Video-assistent: Pol van Boekel (NED) |

|                                                                                |                                                       |              |                                                                                                   | |
| 28 juni EK-eindronde Achtste finale № 719 «onderlinge duels» 18:00 uur (UTC+2) | Kroatië                                               | 3 – 5 (n.v.) | Spanje                                                                                            | Parken, Kopenhagen Toeschouwers: 22.771 Scheidsrechter: Cüneyt Çakır (TUR) Video-assistent: Bastian Dankert (GER) |
| 28 juni EK-eindronde Achtste finale № 719 «onderlinge duels» 18:00 uur (UTC+2) | Pedri 20' (e.d.) Mislav Oršić 85' Mario Pašalić 90+2' | Verslag      | 38' Pablo Sarabia 57' César Azpilicueta 77' Ferran Torres 100' Álvaro Morata 103' Mikel Oyarzabal | Parken, Kopenhagen Toeschouwers: 22.771 Scheidsrechter: Cüneyt Çakır (TUR) Video-assistent: Bastian Dankert (GER) |

|                                                                            |                                                          |              |                                                               | |
| 2 juli EK-eindronde Kwartfinale № 720 «onderlinge duels» 19:00 uur (UTC+3) | Zwitserland                                              | 1 – 1 (n.v.) | Spanje                                                        | Krestovskistadion, Sint-Petersburg Toeschouwers: 24.746 Scheidsrechter: Michael Oliver (ENG) Video-assistent: Chris Kavanagh (ENG) |
| 2 juli EK-eindronde Kwartfinale № 720 «onderlinge duels» 19:00 uur (UTC+3) | Xherdan Shaqiri 68'                                      | Verslag      | 8' (e.d.) Denis Zakaria                                       | Krestovskistadion, Sint-Petersburg Toeschouwers: 24.746 Scheidsrechter: Michael Oliver (ENG) Video-assistent: Chris Kavanagh (ENG) |
| 2 juli EK-eindronde Kwartfinale № 720 «onderlinge duels» 19:00 uur (UTC+3) | Strafschoppen                                            |              |                                                               | Krestovskistadion, Sint-Petersburg Toeschouwers: 24.746 Scheidsrechter: Michael Oliver (ENG) Video-assistent: Chris Kavanagh (ENG) |
| 2 juli EK-eindronde Kwartfinale № 720 «onderlinge duels» 19:00 uur (UTC+3) | Mario Gavranović Fabian Schär Manuel Akanji Ruben Vargas | 1 – 3        | Sergio Busquets Dani Olmo Rodri Gerard Moreno Mikel Oyarzabal | Krestovskistadion, Sint-Petersburg Toeschouwers: 24.746 Scheidsrechter: Michael Oliver (ENG) Video-assistent: Chris Kavanagh (ENG) |

|                                                                             |                                                                                 |              |                                                        | |
| 6 juli EK-eindronde Halve finale № 721 «onderlinge duels» 20:00 uur (UTC+1) | Italië                                                                          | 1 – 1 (n.v.) | Spanje                                                 | Wembley Stadium, Londen Toeschouwers: 57.811 Scheidsrechter: Felix Brych (GER) Video-assistent: Marco Fritz (GER) |
| 6 juli EK-eindronde Halve finale № 721 «onderlinge duels» 20:00 uur (UTC+1) | Federico Chiesa 60'                                                             | Verslag      | 80' Álvaro Morata                                      | Wembley Stadium, Londen Toeschouwers: 57.811 Scheidsrechter: Felix Brych (GER) Video-assistent: Marco Fritz (GER) |
| 6 juli EK-eindronde Halve finale № 721 «onderlinge duels» 20:00 uur (UTC+1) | Strafschoppen                                                                   |              |                                                        | Wembley Stadium, Londen Toeschouwers: 57.811 Scheidsrechter: Felix Brych (GER) Video-assistent: Marco Fritz (GER) |
| 6 juli EK-eindronde Halve finale № 721 «onderlinge duels» 20:00 uur (UTC+1) | Manuel Locatelli Andrea Belotti Leonardo Bonucci Federico Bernardeschi Jorginho | 4 – 2        | Dani Olmo Gerard Moreno Thiago Alcántara Álvaro Morata | Wembley Stadium, Londen Toeschouwers: 57.811 Scheidsrechter: Felix Brych (GER) Video-assistent: Marco Fritz (GER) |

|  |  |  |  |  |  |  |  |  |

|                                                                                |                                       |       |                 | |
| 2 september WK-kwalificatie Groep B № 722 «onderlinge duels» 20:45 uur (UTC+2) | Zweden                                | 2 – 1 | Spanje          | Friends Arena, Solna Toeschouwers: 16.901 Scheidsrechter: Anthony Taylor (ENG) Video-assistent: Stuart Attwell (ENG) |
| 2 september WK-kwalificatie Groep B № 722 «onderlinge duels» 20:45 uur (UTC+2) | Alexander Isak 6' Viktor Claesson 57' |       | 5' Carlos Soler | Friends Arena, Solna Toeschouwers: 16.901 Scheidsrechter: Anthony Taylor (ENG) Video-assistent: Stuart Attwell (ENG) |

|                                                                                |                                                                    |       |         | |
| 5 september WK-kwalificatie Groep B № 723 «onderlinge duels» 20:45 uur (UTC+2) | Spanje                                                             | 4 – 0 | Georgië | Estadio Nuevo Vivero, Badajoz Toeschouwers: 8.444 Scheidsrechter: Tiago Martins (POR) Video-assistent: Luís Godinho (POR) |
| 5 september WK-kwalificatie Groep B № 723 «onderlinge duels» 20:45 uur (UTC+2) | José Gayà 14' Carlos Soler 25' Ferran Torres 41' Pablo Sarabia 63' |       |         | Estadio Nuevo Vivero, Badajoz Toeschouwers: 8.444 Scheidsrechter: Tiago Martins (POR) Video-assistent: Luís Godinho (POR) |

|                                                                                |        |                                     |        | |
| 8 september WK-kwalificatie Groep B № 724 «onderlinge duels» 20:45 uur (UTC+2) | Kosovo | 0 – 2                               | Spanje | Fadil Vokrristadion, Pristina Toeschouwers: 1.200 Scheidsrechter: Robert Madden (SCO) Video-assistent: Jarred Gillett (AUS) |
| 8 september WK-kwalificatie Groep B № 724 «onderlinge duels» 20:45 uur (UTC+2) |        | 36' Pablo Fornals 90' Ferran Torres |        | Fadil Vokrristadion, Pristina Toeschouwers: 1.200 Scheidsrechter: Robert Madden (SCO) Video-assistent: Jarred Gillett (AUS) |

|                                                                                       |                        |       |                                       | |
| 6 oktober UEFA Nations League Halve finale № 725 «onderlinge duels» 20:45 uur (UTC+2) | Italië                 | 1 – 2 | Spanje                                | Stadio Giuseppe Meazza, Milaan Toeschouwers: 33.524 Scheidsrechter: Sergej Karasjov (RUS) Video-assistent: Pol van Boekel (NED) |
| 6 oktober UEFA Nations League Halve finale № 725 «onderlinge duels» 20:45 uur (UTC+2) | Lorenzo Pellegrini 83' |       | 17' Ferran Torres 45+2' Ferran Torres | Stadio Giuseppe Meazza, Milaan Toeschouwers: 33.524 Scheidsrechter: Sergej Karasjov (RUS) Video-assistent: Pol van Boekel (NED) |

|                                                                                  |                     |       |                                     | |
| 10 oktober UEFA Nations League Finale № 726 «onderlinge duels» 20:45 uur (UTC+2) | Spanje              | 1 – 2 | Frankrijk                           | Stadio Giuseppe Meazza, Milaan Toeschouwers: 31.511 Scheidsrechter: Anthony Taylor (ENG) Video-assistent: Stuart Attwell (ENG) |
| 10 oktober UEFA Nations League Finale № 726 «onderlinge duels» 20:45 uur (UTC+2) | Mikel Oyarzabal 64' |       | 66' Karim Benzema 80' Kylian Mbappé | Stadio Giuseppe Meazza, Milaan Toeschouwers: 31.511 Scheidsrechter: Anthony Taylor (ENG) Video-assistent: Stuart Attwell (ENG) |

|                                                                                |             |                          |        | |
| 11 november WK-kwalificatie Groep B № 727 «onderlinge duels» 21:45 uur (UTC+2) | Griekenland | 0 – 1                    | Spanje | Olympisch Stadion Spyridon Louis, Athene Toeschouwers: 7.825 Scheidsrechter: Szymon Marciniak (POL) Video-assistent: Tomasz Kwiatkowski (POL) |
| 11 november WK-kwalificatie Groep B № 727 «onderlinge duels» 21:45 uur (UTC+2) |             | 36' (pen.) Pablo Sarabia |        | Olympisch Stadion Spyridon Louis, Athene Toeschouwers: 7.825 Scheidsrechter: Szymon Marciniak (POL) Video-assistent: Tomasz Kwiatkowski (POL) |

|                                                                                |                   |       |        | |
| 14 november WK-kwalificatie Groep B № 728 «onderlinge duels» 20:45 uur (UTC+1) | Spanje            | 1 – 0 | Zweden | Estadio de La Cartuja, Sevilla Toeschouwers: 51.844 Scheidsrechter: Felix Brych (GER) Video-assistent: Marco Fritz (GER) |
| 14 november WK-kwalificatie Groep B № 728 «onderlinge duels» 20:45 uur (UTC+1) | Álvaro Morata 86' |       |        | Estadio de La Cartuja, Sevilla Toeschouwers: 51.844 Scheidsrechter: Felix Brych (GER) Video-assistent: Marco Fritz (GER) |

### 2022
|                                                                       |                                 |       |                 | |
| 26 maart Vriendschappelijk № 729 «onderlinge duels» 19:45 uur (UTC+1) | Spanje                          | 2 – 1 | Albanië         | RCDE Stadium, Cornellà de Llobregat Toeschouwers: 35.444 Scheidsrechter: Trustin Farrugia Cann (MLT) |
| 26 maart Vriendschappelijk № 729 «onderlinge duels» 19:45 uur (UTC+1) | Ferran Torres 75' Dani Olmo 90' |       | 85' Myrto Uzuni | RCDE Stadium, Cornellà de Llobregat Toeschouwers: 35.444 Scheidsrechter: Trustin Farrugia Cann (MLT) |

|                                                                       |                                                                                                |       |         |                                                                                                 |
| 29 maart Vriendschappelijk № 730 «onderlinge duels» 20:45 uur (UTC+2) | Spanje                                                                                         | 5 – 0 | IJsland | Estadio Municipal de Riazor, A Coruña Toeschouwers: 28.117 Scheidsrechter: Horațiu Feșnic (ROU) |
| 29 maart Vriendschappelijk № 730 «onderlinge duels» 20:45 uur (UTC+2) | Álvaro Morata 37' Álvaro Morata 40' (pen.) Yeremi Pino 47' Pablo Sarabia 61' Pablo Sarabia 73' |       |         | Estadio Municipal de Riazor, A Coruña Toeschouwers: 28.117 Scheidsrechter: Horațiu Feșnic (ROU) |

|                                                                                |                   |       |                   | |
| 2 juni UEFA Nations League Groep A2 № 731 «onderlinge duels» 20:45 uur (UTC+2) | Spanje            | 1 – 1 | Portugal          | Estadio Benito Villamarín, Sevilla Toeschouwers: 41.236 Scheidsrechter: Michael Oliver (ENG) Video-assistent: Stuart Attwell (ENG) |
| 2 juni UEFA Nations League Groep A2 № 731 «onderlinge duels» 20:45 uur (UTC+2) | Álvaro Morata 25' |       | 82' Ricardo Horta | Estadio Benito Villamarín, Sevilla Toeschouwers: 41.236 Scheidsrechter: Michael Oliver (ENG) Video-assistent: Stuart Attwell (ENG) |

|                                                                                |                               |       |                               | |
| 5 juni UEFA Nations League Groep A2 № 732 «onderlinge duels» 20:45 uur (UTC+2) | Tsjechië                      | 2 – 2 | Spanje                        | Sinobo Stadium, Praag Toeschouwers: 18.245 Scheidsrechter: François Letexier (FRA) Video-assistent: Willy Delajod (FRA) |
| 5 juni UEFA Nations League Groep A2 № 732 «onderlinge duels» 20:45 uur (UTC+2) | Jakub Pešek 4' Jan Kuchta 66' |       | 45+3' Gavi 90' Iñigo Martínez | Sinobo Stadium, Praag Toeschouwers: 18.245 Scheidsrechter: François Letexier (FRA) Video-assistent: Willy Delajod (FRA) |

|                                                                                |             |                   |        | |
| 9 juni UEFA Nations League Groep A2 № 733 «onderlinge duels» 20:45 uur (UTC+2) | Zwitserland | 0 – 1             | Spanje | Stade de Genève, Lancy Toeschouwers: 25.875 Scheidsrechter: Serdar Gözübüyük (NED) Video-assistent: Danny Makkelie (NED) |
| 9 juni UEFA Nations League Groep A2 № 733 «onderlinge duels» 20:45 uur (UTC+2) |             | 13' Pablo Sarabia |        | Stade de Genève, Lancy Toeschouwers: 25.875 Scheidsrechter: Serdar Gözübüyük (NED) Video-assistent: Danny Makkelie (NED) |

|                                                                                 |                                    |       |          | |
| 12 juni UEFA Nations League Groep A2 № 734 «onderlinge duels» 20:45 uur (UTC+2) | Spanje                             | 2 – 0 | Tsjechië | Estadio La Rosaleda, Málaga Toeschouwers: 30.389 Scheidsrechter: Cüneyt Çakır (TUR) Video-assistent: Abdulkadir Bitigen (TUR) |
| 12 juni UEFA Nations League Groep A2 № 734 «onderlinge duels» 20:45 uur (UTC+2) | Carlos Soler 24' Pablo Sarabia 75' |       |          | Estadio La Rosaleda, Málaga Toeschouwers: 30.389 Scheidsrechter: Cüneyt Çakır (TUR) Video-assistent: Abdulkadir Bitigen (TUR) |

|                                                                                      |                |       |                                    | |
| 24 september UEFA Nations League Groep A2 № 735 «onderlinge duels» 20:45 uur (UTC+2) | Spanje         | 1 – 2 | Zwitserland                        | La Romareda, Zaragoza Toeschouwers: 31.809 Scheidsrechter: Clément Turpin (FRA) Video-assistent: Jérôme Brisard (FRA) |
| 24 september UEFA Nations League Groep A2 № 735 «onderlinge duels» 20:45 uur (UTC+2) | Jordi Alba 55' |       | 21' Manuel Akanji 59' Breel Embolo | La Romareda, Zaragoza Toeschouwers: 31.809 Scheidsrechter: Clément Turpin (FRA) Video-assistent: Jérôme Brisard (FRA) |

|                                                                                      |          |                   |        | |
| 27 september UEFA Nations League Groep A2 № 736 «onderlinge duels» 19:45 uur (UTC+1) | Portugal | 0 – 1             | Spanje | Estádio Municipal, Braga Toeschouwers: 28.196 Scheidsrechter: Daniele Orsato (ITA) Video-assistent: Massimiliano Irrati (ITA) |
| 27 september UEFA Nations League Groep A2 № 736 «onderlinge duels» 19:45 uur (UTC+1) |          | 88' Álvaro Morata |        | Estádio Municipal, Braga Toeschouwers: 28.196 Scheidsrechter: Daniele Orsato (ITA) Video-assistent: Massimiliano Irrati (ITA) |

|                                                                          |                   |       |                                          |                                                                                            |
| 17 november Vriendschappelijk № 737 «onderlinge duels» 19:00 uur (UTC+3) | Jordanië          | 1 – 3 | Spanje                                   | Amman International Stadium, Amman Toeschouwers: 20.000 Scheidsrechter: Ahmed Al-Kaf (OMA) |
| 17 november Vriendschappelijk № 737 «onderlinge duels» 19:00 uur (UTC+3) | Ahmed Samir 90+2' |       | 13' Ansu Fati 56' Gavi 84' Nico Williams | Amman International Stadium, Amman Toeschouwers: 20.000 Scheidsrechter: Ahmed Al-Kaf (OMA) |

| Wereldkampioenschap voetbal 2022 |
| -------------------------------- |

|                                                                        | |         |            | |
| 23 november WK 2022 Groep E № 738 «onderlinge duels» 19:00 uur (UTC+3) | Spanje | 7 – 0   | Costa Rica | Al Thumamastadion, Doha Toeschouwers: 44.013 Scheidsrechter: Mohammed Abdulla Mohamed (VAE) Video-assistent: Abdulla Al-Marri (QAT) |
| 23 november WK 2022 Groep E № 738 «onderlinge duels» 19:00 uur (UTC+3) | Dani Olmo 11' Marco Asensio 21' Ferran Torres 31' (pen.) Ferran Torres 54' Gavi 74' Carlos Soler 90' Álvaro Morata 90+2' | Verslag |            | Al Thumamastadion, Doha Toeschouwers: 44.013 Scheidsrechter: Mohammed Abdulla Mohamed (VAE) Video-assistent: Abdulla Al-Marri (QAT) |

|                                                                        |                   |         |                     | |
| 27 november WK 2022 Groep E № 739 «onderlinge duels» 22:00 uur (UTC+3) | Spanje            | 1 – 1   | Duitsland           | Al Baytstadion, Al Khawr Toeschouwers: 68.895 Scheidsrechter: Danny Makkelie (NED) Video-assistent: Pol van Boekel (NED) |
| 27 november WK 2022 Groep E № 739 «onderlinge duels» 22:00 uur (UTC+3) | Álvaro Morata 62' | Verslag | 83' Niclas Füllkrug | Al Baytstadion, Al Khawr Toeschouwers: 68.895 Scheidsrechter: Danny Makkelie (NED) Video-assistent: Pol van Boekel (NED) |

|                                                                       |                              |         |                   | |
| 1 december WK 2022 Groep E № 740 «onderlinge duels» 22:00 uur (UTC+3) | Japan                        | 2 – 1   | Spanje            | Khalifa Internationaal Stadion, Ar Rayyan Toeschouwers: 44.851 Scheidsrechter: Victor Gomes (ZAF) Video-assistent: Fernando Guerrero (MEX) |
| 1 december WK 2022 Groep E № 740 «onderlinge duels» 22:00 uur (UTC+3) | Ritsu Doan 48' Ao Tanaka 51' | Verslag | 11' Álvaro Morata | Khalifa Internationaal Stadion, Ar Rayyan Toeschouwers: 44.851 Scheidsrechter: Victor Gomes (ZAF) Video-assistent: Fernando Guerrero (MEX) |

|                                                                              |                                                          |              |                                            | |
| 6 december WK 2022 Achtste finale № 741 «onderlinge duels» 18:00 uur (UTC+3) | Marokko                                                  | 0 – 0 (n.v.) | Spanje                                     | Education Citystadion, Ar Rayyan Toeschouwers: 44.667 Scheidsrechter: Fernando Rapallini (ARG) Video-assistent: Mauro Vigliano (ARG) |
| 6 december WK 2022 Achtste finale № 741 «onderlinge duels» 18:00 uur (UTC+3) | Verslag                                                  |              |                                            | Education Citystadion, Ar Rayyan Toeschouwers: 44.667 Scheidsrechter: Fernando Rapallini (ARG) Video-assistent: Mauro Vigliano (ARG) |
| 6 december WK 2022 Achtste finale № 741 «onderlinge duels» 18:00 uur (UTC+3) | Strafschoppen                                            |              |                                            | Education Citystadion, Ar Rayyan Toeschouwers: 44.667 Scheidsrechter: Fernando Rapallini (ARG) Video-assistent: Mauro Vigliano (ARG) |
| 6 december WK 2022 Achtste finale № 741 «onderlinge duels» 18:00 uur (UTC+3) | Abdelhamid Sabiri Hakim Ziyech Badr Benoun Achraf Hakimi | 3 – 0        | Pablo Sarabia Carlos Soler Sergio Busquets | Education Citystadion, Ar Rayyan Toeschouwers: 44.667 Scheidsrechter: Fernando Rapallini (ARG) Video-assistent: Mauro Vigliano (ARG) |

|  |  |  |  |  |  |  |  |  |

### 2023
|                                                                             |                                     |       |           | |
| 25 maart EK-kwalificatie Groep A № 742 «onderlinge duels» 20:45 uur (UTC+1) | Spanje                              | 3 – 0 | Noorwegen | Estadio La Rosaleda, Málaga Toeschouwers: 33.580 Scheidsrechter: Benoît Bastien (FRA) Video-assistent: Benoît Millot (FRA) |
| 25 maart EK-kwalificatie Groep A № 742 «onderlinge duels» 20:45 uur (UTC+1) | Dani Olmo 13' Joselu 84' Joselu 85' |       |           | Estadio La Rosaleda, Málaga Toeschouwers: 33.580 Scheidsrechter: Benoît Bastien (FRA) Video-assistent: Benoît Millot (FRA) |

|                                                                             |                                        |       |        | |
| 28 maart EK-kwalificatie Groep A № 743 «onderlinge duels» 19:45 uur (UTC+1) | Schotland                              | 2 – 0 | Spanje | Hampden Park, Glasgow Toeschouwers: 47.976 Scheidsrechter: Sandro Schärer (SUI) Video-assistent: Fedayi San (SUI) |
| 28 maart EK-kwalificatie Groep A № 743 «onderlinge duels» 19:45 uur (UTC+1) | Scott McTominay 7' Scott McTominay 51' |       |        | Hampden Park, Glasgow Toeschouwers: 47.976 Scheidsrechter: Sandro Schärer (SUI) Video-assistent: Fedayi San (SUI) |

|                                                                                     |                           |       |                          | |
| 15 juni UEFA Nations League Halve finale № 744 «onderlinge duels» 20:45 uur (UTC+2) | Spanje                    | 2 – 1 | Italië                   | De Grolsch Veste, Enschede Toeschouwers: 24.558 Scheidsrechter: Slavko Vinčić (SVN) Video-assistent: Nejc Kajtazović (SVN) |
| 15 juni UEFA Nations League Halve finale № 744 «onderlinge duels» 20:45 uur (UTC+2) | Yeremi Pino 3' Joselu 88' |       | 11' (pen.) Ciro Immobile | De Grolsch Veste, Enschede Toeschouwers: 24.558 Scheidsrechter: Slavko Vinčić (SVN) Video-assistent: Nejc Kajtazović (SVN) |

|                                                                               |                                                                                    |              |                                                                       | |
| 18 juni UEFA Nations League Finale № 745 «onderlinge duels» 20:45 uur (UTC+2) | Kroatië                                                                            | 0 – 0 (n.v.) | Spanje                                                                | Stadion Feijenoord, Rotterdam Toeschouwers: 41.110 Scheidsrechter: Felix Zwayer (GER) Video-assistent: Marco Fritz (GER) |
| 18 juni UEFA Nations League Finale № 745 «onderlinge duels» 20:45 uur (UTC+2) |                                                                                    |              |                                                                       | Stadion Feijenoord, Rotterdam Toeschouwers: 41.110 Scheidsrechter: Felix Zwayer (GER) Video-assistent: Marco Fritz (GER) |
| 18 juni UEFA Nations League Finale № 745 «onderlinge duels» 20:45 uur (UTC+2) | Strafschoppen                                                                      |              |                                                                       | Stadion Feijenoord, Rotterdam Toeschouwers: 41.110 Scheidsrechter: Felix Zwayer (GER) Video-assistent: Marco Fritz (GER) |
| 18 juni UEFA Nations League Finale № 745 «onderlinge duels» 20:45 uur (UTC+2) | Nikola Vlašić Marcelo Brozović Luka Modrić Lovro Majer Ivan Perišić Bruno Petković | 4 – 5        | Joselu Rodri Mikel Merino Marco Asensio Aymeric Laporte Dani Carvajal | Stadion Feijenoord, Rotterdam Toeschouwers: 41.110 Scheidsrechter: Felix Zwayer (GER) Video-assistent: Marco Fritz (GER) |

|                                                                                |                         |       | | |
| 8 september EK-kwalificatie Groep A № 746 «onderlinge duels» 20:00 uur (UTC+4) | Georgië                 | 1 – 7 | Spanje | Boris Paitsjadzestadion, Tbilisi Toeschouwers: 51.694 Scheidsrechter: Daniel Siebert (GER) Video-assistent: Marco Fritz (GER) |
| 8 september EK-kwalificatie Groep A № 746 «onderlinge duels» 20:00 uur (UTC+4) | Giorgi Tsjakvetadze 49' |       | 22' Álvaro Morata 27' (e.d.) Solomon Kvirkvelia 38' Dani Olmo 40' Álvaro Morata 66' Álvaro Morata 68' Nico Williams 74' Lamine Yamal | Boris Paitsjadzestadion, Tbilisi Toeschouwers: 51.694 Scheidsrechter: Daniel Siebert (GER) Video-assistent: Marco Fritz (GER) |

|                                                                                 |                                                                                         |       |        | |
| 12 september EK-kwalificatie Groep A № 747 «onderlinge duels» 20:45 uur (UTC+2) | Spanje                                                                                  | 6 – 0 | Cyprus | Estadio Nuevo Los Cármenes, Granada Toeschouwers: 17.311 Scheidsrechter: Simone Sozza (ITA) Video-assistent: Maurizio Mariani (ITA) |
| 12 september EK-kwalificatie Groep A № 747 «onderlinge duels» 20:45 uur (UTC+2) | Gavi 18' Mikel Merino 33' Joselu 70' Ferran Torres 73' Álex Baena 77' Ferran Torres 83' |       |        | Estadio Nuevo Los Cármenes, Granada Toeschouwers: 17.311 Scheidsrechter: Simone Sozza (ITA) Video-assistent: Maurizio Mariani (ITA) |

|                                                                               |                                    |       |           | |
| 12 oktober EK-kwalificatie Groep A № 748 «onderlinge duels» 20:45 uur (UTC+2) | Spanje                             | 2 – 0 | Schotland | Estadio de La Cartuja, Sevilla Toeschouwers: 45.623 Scheidsrechter: Serdar Gözübüyük (NED) Video-assistent: Pol van Boekel (NED) |
| 12 oktober EK-kwalificatie Groep A № 748 «onderlinge duels» 20:45 uur (UTC+2) | Álvaro Morata 73' Oihan Sancet 86' |       |           | Estadio de La Cartuja, Sevilla Toeschouwers: 45.623 Scheidsrechter: Serdar Gözübüyük (NED) Video-assistent: Pol van Boekel (NED) |

|                                                                               |           |          |        | |
| 15 oktober EK-kwalificatie Groep A № 749 «onderlinge duels» 20:45 uur (UTC+2) | Noorwegen | 0 – 1    | Spanje | Ullevaalstadion, Oslo Toeschouwers: 25.885 Scheidsrechter: Tobias Stieler (GER) Video-assistent: Bastian Dankert (GER) |
| 15 oktober EK-kwalificatie Groep A № 749 «onderlinge duels» 20:45 uur (UTC+2) |           | 49' Gavi |        | Ullevaalstadion, Oslo Toeschouwers: 25.885 Scheidsrechter: Tobias Stieler (GER) Video-assistent: Bastian Dankert (GER) |

|                                                                                |                   |       |                                                | |
| 16 november EK-kwalificatie Groep A № 750 «onderlinge duels» 19:00 uur (UTC+2) | Cyprus            | 1 – 3 | Spanje                                         | Limasol Arena, Kolossi Toeschouwers: 9.667 Scheidsrechter: Mykola Balakin (UKR) Video-assistent: Kateryna Monzoel (UKR) |
| 16 november EK-kwalificatie Groep A № 750 «onderlinge duels» 19:00 uur (UTC+2) | Kostas Pileas 75' |       | 5' Lamine Yamal 22' Mikel Oyarzabal 28' Joselu | Limasol Arena, Kolossi Toeschouwers: 9.667 Scheidsrechter: Mykola Balakin (UKR) Video-assistent: Kateryna Monzoel (UKR) |

|                                                                                |                                                                     |       |                            | |
| 19 november EK-kwalificatie Groep A № 751 «onderlinge duels» 20:45 uur (UTC+1) | Spanje                                                              | 3 – 1 | Georgië                    | Estadio José Zorrilla, Valladolid Toeschouwers: 24.146 Scheidsrechter: Ovidiu Haţegan (ROU) Video-assistent: Cătălin Popa (ROU) |
| 19 november EK-kwalificatie Groep A № 751 «onderlinge duels» 20:45 uur (UTC+1) | Robin Le Normand 4' Ferran Torres 55' Loeka Lotsjosjvili 72' (e.d.) |       | 10' Chvitsja Kvaratschelia | Estadio José Zorrilla, Valladolid Toeschouwers: 24.146 Scheidsrechter: Ovidiu Haţegan (ROU) Video-assistent: Cătălin Popa (ROU) |

### 2024
|                                                                     |        |                  |          |                                                                                  |
| 22 maart Vriendschappelijk № 752 «onderlinge duels» 20:30 uur (UTC) | Spanje | 0 – 1            | Colombia | London Stadium, Londen Toeschouwers: 43.267 Scheidsrechter: Michael Oliver (ENG) |
| 22 maart Vriendschappelijk № 752 «onderlinge duels» 20:30 uur (UTC) |        | 61' Daniel Muñoz |          | London Stadium, Londen Toeschouwers: 43.267 Scheidsrechter: Michael Oliver (ENG) |

|                                                                       |                                                 |       |                                                    |                                                                                            |
| 26 maart Vriendschappelijk № 753 «onderlinge duels» 21:30 uur (UTC+1) | Spanje                                          | 3 – 3 | Brazilië                                           | Estadio Santiago Bernabéu, Madrid Toeschouwers: 71.465 Scheidsrechter: António Nobre (POR) |
| 26 maart Vriendschappelijk № 753 «onderlinge duels» 21:30 uur (UTC+1) | Rodri 12' (pen.) Dani Olmo 36' Rodri 87' (pen.) |       | 40' Rodrygo 50' Endrick 90+6' (pen.) Lucas Paquetá | Estadio Santiago Bernabéu, Madrid Toeschouwers: 71.465 Scheidsrechter: António Nobre (POR) |

|                                                                     |                                                                                               |       |         |                                                                                          |
| 5 juni Vriendschappelijk № 754 «onderlinge duels» 21:30 uur (UTC+2) | Spanje                                                                                        | 5 – 0 | Andorra | Estadio Nuevo Vivero, Badajoz Toeschouwers: 14.300 Scheidsrechter: Gustavo Correia (POR) |
| 5 juni Vriendschappelijk № 754 «onderlinge duels» 21:30 uur (UTC+2) | Ayoze Pérez 24' Mikel Oyarzabal 53' Mikel Oyarzabal 66' Mikel Oyarzabal 73' Ferran Torres 81' |       |         | Estadio Nuevo Vivero, Badajoz Toeschouwers: 14.300 Scheidsrechter: Gustavo Correia (POR) |

|                                                                     |                                                                           |       |                   |                                                                                      |
| 8 juni Vriendschappelijk № 755 «onderlinge duels» 21:30 uur (UTC+2) | Spanje                                                                    | 5 – 1 | Noord-Ierland     | Estadi de Son Moix, Palma Toeschouwers: 18.300 Scheidsrechter: Bastien Dechepy (FRA) |
| 8 juni Vriendschappelijk № 755 «onderlinge duels» 21:30 uur (UTC+2) | Pedri 12' Álvaro Morata 18' Pedri 29' Fabián Ruiz 35' Mikel Oyarzabal 60' |       | 2' Daniel Ballard | Estadi de Son Moix, Palma Toeschouwers: 18.300 Scheidsrechter: Bastien Dechepy (FRA) |

| EK 2024 |
| ------- |

|                                                                         |                                                       |       |         | |
| 15 juni EK-eindronde Groep B № 756 «onderlinge duels» 18:00 uur (UTC+2) | Spanje                                                | 3 – 0 | Kroatië | Olympiastadion, Berlijn Toeschouwers: 68.844 Scheidsrechter: Michael Oliver (ENG) Video-assistent: Stuart Attwell (ENG) |
| 15 juni EK-eindronde Groep B № 756 «onderlinge duels» 18:00 uur (UTC+2) | Álvaro Morata 29' Fabián Ruiz 32' Dani Carvajal 45+2' |       |         | Olympiastadion, Berlijn Toeschouwers: 68.844 Scheidsrechter: Michael Oliver (ENG) Video-assistent: Stuart Attwell (ENG) |

|                                                                         |                               |       |        | |
| 20 juni EK-eindronde Groep B № 757 «onderlinge duels» 21:00 uur (UTC+2) | Spanje                        | 1 – 0 | Italië | Veltins-Arena, Gelsenkirchen Toeschouwers: 49.528 Scheidsrechter: Slavko Vinčić (SVN) Video-assistent: Nejc Kajtazović (SVN) |
| 20 juni EK-eindronde Groep B № 757 «onderlinge duels» 21:00 uur (UTC+2) | Riccardo Calafiori 55' (e.d.) |       |        | Veltins-Arena, Gelsenkirchen Toeschouwers: 49.528 Scheidsrechter: Slavko Vinčić (SVN) Video-assistent: Nejc Kajtazović (SVN) |

|                                                                         |         |                   |        | |
| 24 juni EK-eindronde Groep B № 758 «onderlinge duels» 21:00 uur (UTC+2) | Albanië | 0 – 1             | Spanje | Merkur Spiel-Arena, Düsseldorf Toeschouwers: 46.586 Scheidsrechter: Glenn Nyberg (SWE) Video-assistent: Christian Dingert (GER) |
| 24 juni EK-eindronde Groep B № 758 «onderlinge duels» 21:00 uur (UTC+2) |         | 13' Ferran Torres |        | Merkur Spiel-Arena, Düsseldorf Toeschouwers: 46.586 Scheidsrechter: Glenn Nyberg (SWE) Video-assistent: Christian Dingert (GER) |

|                                                                                |                                                           |       |                             | |
| 30 juni EK-eindronde Achtste finale № 759 «onderlinge duels» 21:00 uur (UTC+2) | Spanje                                                    | 4 – 1 | Georgië                     | RheinEnergieStadion, Keulen Toeschouwers: 42.233 Scheidsrechter: François Letexier (FRA) Video-assistent: Jérôme Brisard (FRA) |
| 30 juni EK-eindronde Achtste finale № 759 «onderlinge duels» 21:00 uur (UTC+2) | Rodri 39' Fabián Ruiz 51' Nico Williams 75' Dani Olmo 83' |       | 18' (e.d.) Robin Le Normand | RheinEnergieStadion, Keulen Toeschouwers: 42.233 Scheidsrechter: François Letexier (FRA) Video-assistent: Jérôme Brisard (FRA) |

|                                                                            |                                 |              |                   | |
| 5 juli EK-eindronde Kwartfinale № 760 «onderlinge duels» 18:00 uur (UTC+2) | Spanje                          | 2 – 1 (n.v.) | Duitsland         | MHPArena, Stuttgart Toeschouwers: 54.000 Scheidsrechter: Anthony Taylor (ENG) Video-assistent: Stuart Attwell (ENG) |
| 5 juli EK-eindronde Kwartfinale № 760 «onderlinge duels» 18:00 uur (UTC+2) | Dani Olmo 51' Mikel Merino 119' |              | 89' Florian Wirtz | MHPArena, Stuttgart Toeschouwers: 54.000 Scheidsrechter: Anthony Taylor (ENG) Video-assistent: Stuart Attwell (ENG) |

|                                                                             |                                |       |                      | |
| 9 juli EK-eindronde Halve finale № 761 «onderlinge duels» 21:00 uur (UTC+2) | Spanje                         | 2 – 1 | Frankrijk            | Allianz Arena, München Toeschouwers: 62.042 Scheidsrechter: Slavko Vinčić (SVN) Video-assistent: Nejc Kajtazović (SVN) |
| 9 juli EK-eindronde Halve finale № 761 «onderlinge duels» 21:00 uur (UTC+2) | Lamine Yamal 21' Dani Olmo 25' |       | 9' Randal Kolo Muani | Allianz Arena, München Toeschouwers: 62.042 Scheidsrechter: Slavko Vinčić (SVN) Video-assistent: Nejc Kajtazović (SVN) |

|                                                                        |                                       |       |                 | |
| 14 juli EK-eindronde Finale № 762 «onderlinge duels» 21:00 uur (UTC+2) | Spanje                                | 2 – 1 | Engeland        | Olympiastadion, Berlijn Toeschouwers: 65.600 Scheidsrechter: François Letexier (FRA) Video-assistent: Jérôme Brisard (FRA) |
| 14 juli EK-eindronde Finale № 762 «onderlinge duels» 21:00 uur (UTC+2) | Nico Williams 47' Mikel Oyarzabal 86' |       | 73' Cole Palmer | Olympiastadion, Berlijn Toeschouwers: 65.600 Scheidsrechter: François Letexier (FRA) Video-assistent: Jérôme Brisard (FRA) |

|  |  |  |  |  |  |  |  |  |

|                                                                                     |        |       |        | |
| 5 september UEFA Nations League Groep A4 № 763 «onderlinge duels» 20:45 uur (UTC+2) | Servië | 0 – 0 | Spanje | Rode Sterstadion, Belgrado Toeschouwers: 29.981 Scheidsrechter: Serdar Gözübüyük (NED) Video-assistent: Pol van Boekel (NED) |
| 5 september UEFA Nations League Groep A4 № 763 «onderlinge duels» 20:45 uur (UTC+2) |        |       |        | Rode Sterstadion, Belgrado Toeschouwers: 29.981 Scheidsrechter: Serdar Gözübüyük (NED) Video-assistent: Pol van Boekel (NED) |

|                                                                                     |                  |       |                                                             | |
| 8 september UEFA Nations League Groep A4 № 764 «onderlinge duels» 20:45 uur (UTC+2) | Zwitserland      | 1 – 4 | Spanje                                                      | Stade de Genève, Lancy Toeschouwers: 26.265 Scheidsrechter: Irfan Peljto (BIH) Video-assistent: Bastian Dankert (GER) |
| 8 september UEFA Nations League Groep A4 № 764 «onderlinge duels» 20:45 uur (UTC+2) | Zeki Amdouni 41' |       | 4' Joselu 13' Fabián Ruiz 77' Fabián Ruiz 80' Ferran Torres | Stade de Genève, Lancy Toeschouwers: 26.265 Scheidsrechter: Irfan Peljto (BIH) Video-assistent: Bastian Dankert (GER) |

|                                                                                    |                      |       |            | |
| 12 oktober UEFA Nations League Groep A4 № 765 «onderlinge duels» 20:45 uur (UTC+2) | Spanje               | 1 – 0 | Denemarken | Estadio Nueva Condomina, Murcia Toeschouwers: 29.870 Scheidsrechter: Ivan Kružliak (SVK) Video-assistent: Michal Očenáš (SVK) |
| 12 oktober UEFA Nations League Groep A4 № 765 «onderlinge duels» 20:45 uur (UTC+2) | Martín Zubimendi 79' |       |            | Estadio Nueva Condomina, Murcia Toeschouwers: 29.870 Scheidsrechter: Ivan Kružliak (SVK) Video-assistent: Michal Očenáš (SVK) |

|                                                                                    |                                                     |       |        | |
| 15 oktober UEFA Nations League Groep A4 № 766 «onderlinge duels» 20:45 uur (UTC+2) | Spanje                                              | 3 – 0 | Servië | Estadio Nuevo Arcángel, Córdoba Toeschouwers: 20.345 Scheidsrechter: Daniel Stefański (POL) Video-assistent: Piotr Lasyk (POL) |
| 15 oktober UEFA Nations League Groep A4 № 766 «onderlinge duels» 20:45 uur (UTC+2) | Aymeric Laporte 5' Álvaro Morata 65' Álex Baena 77' |       |        | Estadio Nuevo Arcángel, Córdoba Toeschouwers: 20.345 Scheidsrechter: Daniel Stefański (POL) Video-assistent: Piotr Lasyk (POL) |

|                                                                                     |                    |       |                                     | |
| 15 november UEFA Nations League Groep A4 № 767 «onderlinge duels» 20:45 uur (UTC+1) | Denemarken         | 1 – 2 | Spanje                              | Parken, Kopenhagen Toeschouwers: 36.985 Scheidsrechter: Rade Obrenovič (SVN) Video-assistent: Matej Jug (SVN) |
| 15 november UEFA Nations League Groep A4 № 767 «onderlinge duels» 20:45 uur (UTC+1) | Gustav Isaksen 84' |       | 15' Mikel Oyarzabal 58' Ayoze Pérez | Parken, Kopenhagen Toeschouwers: 36.985 Scheidsrechter: Rade Obrenovič (SVN) Video-assistent: Matej Jug (SVN) |

|                                                                                   |                                                           |       |                                          | |
| 18 november UEFA Nations League Groep A4 № 768 «onderlinge duels» 19:45 uur (UTC) | Spanje                                                    | 3 – 2 | Zwitserland                              | Estadio Heliodoro Rodríguez López, Santa Cruz de Tenerife Toeschouwers: 21.204 Scheidsrechter: Bastian Dankert (GER) Video-assistent: Benjamin Brand (GER) |
| 18 november UEFA Nations League Groep A4 № 768 «onderlinge duels» 19:45 uur (UTC) | Yeremi Pino 32' Bryan Gil 68' Bryan Zaragoza 90+3' (pen.) |       | 63' Joël Monteiro 85' (pen.) Andi Zeqiri | Estadio Heliodoro Rodríguez López, Santa Cruz de Tenerife Toeschouwers: 21.204 Scheidsrechter: Bastian Dankert (GER) Video-assistent: Benjamin Brand (GER) |

### 2025
|                                                                                     |                                      |       |                                     | |
| 20 maart UEFA Nations League Kwartfinale № 769 «onderlinge duels» 20:45 uur (UTC+1) | Nederland                            | 2 – 2 | Spanje                              | Stadion Feijenoord, Rotterdam Toeschouwers: 42.003 Scheidsrechter: Glenn Nyberg (SWE) Video-assistent: Christian Dingert (GER) |
| 20 maart UEFA Nations League Kwartfinale № 769 «onderlinge duels» 20:45 uur (UTC+1) | Cody Gakpo 28' Tijjani Reijnders 46' |       | 9' Nico Williams 90+3' Mikel Merino | Stadion Feijenoord, Rotterdam Toeschouwers: 42.003 Scheidsrechter: Glenn Nyberg (SWE) Video-assistent: Christian Dingert (GER) |

|                                                                                     |                                                                       |              |                                                                                    | |
| 23 maart UEFA Nations League Kwartfinale № 770 «onderlinge duels» 20:45 uur (UTC+1) | Spanje                                                                | 3 – 3 (n.v.) | Nederland                                                                          | Estadio Mestalla, Valencia Toeschouwers: 48.082 Scheidsrechter: Clément Turpin (FRA) Video-assistent: Willy Delajod (FRA) |
| 23 maart UEFA Nations League Kwartfinale № 770 «onderlinge duels» 20:45 uur (UTC+1) | Mikel Oyarzabal 8' (pen.) Mikel Oyarzabal 67' Lamine Yamal 103'       |              | 54' (pen.) Memphis Depay 79' Ian Maatsen 109' (pen.) Xavi Simons                   | Estadio Mestalla, Valencia Toeschouwers: 48.082 Scheidsrechter: Clément Turpin (FRA) Video-assistent: Willy Delajod (FRA) |
| 23 maart UEFA Nations League Kwartfinale № 770 «onderlinge duels» 20:45 uur (UTC+1) | Strafschoppen                                                         |              |                                                                                    | Estadio Mestalla, Valencia Toeschouwers: 48.082 Scheidsrechter: Clément Turpin (FRA) Video-assistent: Willy Delajod (FRA) |
| 23 maart UEFA Nations League Kwartfinale № 770 «onderlinge duels» 20:45 uur (UTC+1) | Mikel Merino Ferran Torres Aleix García Lamine Yamal Álex Baena Pedri | 5 – 4        | Virgil van Dijk Teun Koopmeiners Xavi Simons Noa Lang Kenneth Taylor Donyell Malen | Estadio Mestalla, Valencia Toeschouwers: 48.082 Scheidsrechter: Clément Turpin (FRA) Video-assistent: Willy Delajod (FRA) |

|                                                                                    |                                                                                       |       |                                                                                          | |
| 5 juni UEFA Nations League Halve finale № 771 «onderlinge duels» 20:45 uur (UTC+2) | Spanje                                                                                | 5 – 4 | Frankrijk                                                                                | MHPArena, Stuttgart Toeschouwers: 51.724 Scheidsrechter: Michael Oliver (ENG) Video-assistent: Jarred Gillett (ENG) |
| 5 juni UEFA Nations League Halve finale № 771 «onderlinge duels» 20:45 uur (UTC+2) | Nico Williams 22' Mikel Merino 25' Lamine Yamal 54' (pen.) Pedri 55' Lamine Yamal 67' |       | 59' (pen.) Kylian Mbappé 79' Rayan Cherki 84' (e.d.) Dani Vivian 90+3' Randal Kolo Muani | MHPArena, Stuttgart Toeschouwers: 51.724 Scheidsrechter: Michael Oliver (ENG) Video-assistent: Jarred Gillett (ENG) |

|                                                                              |          |   |        | |
| 8 juni UEFA Nations League Finale № 772 «onderlinge duels» 20:45 uur (UTC+2) | Portugal | – | Spanje | MHPArena, Stuttgart of Allianz Arena, München Scheidsrechter: Sandro Schärer (SUI) Video-assistent: Fedayi San (SUI) |
| 8 juni UEFA Nations League Finale № 772 «onderlinge duels» 20:45 uur (UTC+2) |          |   |        | MHPArena, Stuttgart of Allianz Arena, München Scheidsrechter: Sandro Schärer (SUI) Video-assistent: Fedayi San (SUI) |

|                                                                                |           |   |        |                                                                                   |
| 4 september WK-kwalificatie Groep E № 773 «onderlinge duels» 21:45 uur (UTC+3) | Bulgarije | – | Spanje | Vasil Levski Nationaal Stadion, Sofia Toeschouwers: n.n.b. Scheidsrechter: n.n.b. |
| 4 september WK-kwalificatie Groep E № 773 «onderlinge duels» 21:45 uur (UTC+3) |           |   |        | Vasil Levski Nationaal Stadion, Sofia Toeschouwers: n.n.b. Scheidsrechter: n.n.b. |

|                                                                                |         |   |        |                                                                                     |
| 7 september WK-kwalificatie Groep E № 774 «onderlinge duels» 21:45 uur (UTC+3) | Turkije | – | Spanje | Konya Büyükşehir Belediyestadion, Konya Toeschouwers: n.n.b. Scheidsrechter: n.n.b. |
| 7 september WK-kwalificatie Groep E № 774 «onderlinge duels» 21:45 uur (UTC+3) |         |   |        | Konya Büyükşehir Belediyestadion, Konya Toeschouwers: n.n.b. Scheidsrechter: n.n.b. |

|                                                                               |        |   |         |                                                    |
| 11 oktober WK-kwalificatie Groep E № 775 «onderlinge duels» 20:45 uur (UTC+2) | Spanje | – | Georgië | n.n.b. Toeschouwers: n.n.b. Scheidsrechter: n.n.b. |
| 11 oktober WK-kwalificatie Groep E № 775 «onderlinge duels» 20:45 uur (UTC+2) |        |   |         | n.n.b. Toeschouwers: n.n.b. Scheidsrechter: n.n.b. |

|                                                                               |        |   |           |                                                    |
| 14 oktober WK-kwalificatie Groep E № 776 «onderlinge duels» 20:45 uur (UTC+2) | Spanje | – | Bulgarije | n.n.b. Toeschouwers: n.n.b. Scheidsrechter: n.n.b. |
| 14 oktober WK-kwalificatie Groep E № 776 «onderlinge duels» 20:45 uur (UTC+2) |        |   |           | n.n.b. Toeschouwers: n.n.b. Scheidsrechter: n.n.b. |

|                                                                                |         |   |        |                                                    |
| 15 november WK-kwalificatie Groep E № 777 «onderlinge duels» 21:00 uur (UTC+4) | Georgië | – | Spanje | n.n.b. Toeschouwers: n.n.b. Scheidsrechter: n.n.b. |
| 15 november WK-kwalificatie Groep E № 777 «onderlinge duels» 21:00 uur (UTC+4) |         |   |        | n.n.b. Toeschouwers: n.n.b. Scheidsrechter: n.n.b. |

|                                                                                |        |   |         |                                                    |
| 18 november WK-kwalificatie Groep E № 778 «onderlinge duels» 20:45 uur (UTC+1) | Spanje | – | Turkije | n.n.b. Toeschouwers: n.n.b. Scheidsrechter: n.n.b. |
| 18 november WK-kwalificatie Groep E № 778 «onderlinge duels» 20:45 uur (UTC+1) |        |   |         | n.n.b. Toeschouwers: n.n.b. Scheidsrechter: n.n.b. |

RFEF · A-internationals · Selecties · Bondscoaches · Spaans vrouwenelftal · Olympisch elftal · Spanje U21 · Spanje U20 · Spanje U19 · Spanje U18 · Spanje U17 · Spanje U16 · Vrouwen U17
1920 – 1929 ·
1930 – 1939 ·
1940 – 1949 ·
1950 – 1959 ·
1960 – 1969 ·
1970 – 1979 ·
1980 – 1989 ·
1990 – 1999 ·
2000 – 2009 ·
2010 – 2019 ·
2020 − 2029
EK's: 1964 · 
1980 · 
1984 · 
1988 · 
1996 · 
2000 · 
2004 · 
2008 · 
2012 · 
2016 · 
2020 · 
2024
WK's: 1934 · 
1950 · 
1962 · 
1966 · 
1978 · 
1982 · 
1986 · 
1990 · 
1994 · 
1998 · 
2002 · 
2006 · 
2010 · 
2014 · 
2018 · 
2022
OS: 1920 ·
1924 · 
1928 · 
1968 · 
1976 · 
1980 · 
1992 · 
1996 · 
2000 · 
2012 ·
2020
1920 · 
1921 · 
1922 · 
1923 · 
1924 · 
1925 · 
1926 · 
1927 · 
1928 · 
1929 · 
1930 · 
1931 · 
1932 · 
1933 · 
1934 · 
1935 · 
1936 · 
1937 · 1939 · 1940 · 
1941 · 
1942 · 
1943 · 1944 · 
1945 · 
1946 · 
1947 · 
1948 · 
1949 · 
1950 · 
1952 · 
1952 · 
1953 · 
1954 · 
1955 · 
1956 · 
1957 · 
1958 · 
1959 · 
1960 · 
1961 · 
1962 · 
1963 · 
1964 · 
1965 · 
1966 · 
1967 · 
1968 · 
1969 · 
1970 · 
1971 · 
1972 · 
1973 · 
1974 · 
1975 · 
1976 · 
1977 · 
1978 · 
1979 · 
1980 · 
1981 · 
1982 · 
1983 · 
1984 · 
1985 · 
1986 · 
1987 · 
1988 · 
1989 · 
1990 · 
1991 · 
1992 · 
1993 · 
1994 · 
1995 · 
1996 · 
1997 · 
1998 · 
1999 · 
2000 · 
2001 · 
2002 · 
2003 · 
2004 · 
2005 · 
2006 · 
2007 · 
2008 · 
2009 · 
2010 · 
2011 · 
2012 · 
2013 ·
2014 ·
2015 ·
2016 ·
2017 ·
2018 ·
2019 ·
2020 ·
2021 ·
2022
Albanië ·
Algerije ·
Andorra ·
Argentinië ·
Armenië ·
Australië ·
Azerbeidzjan ·
België ·
Bolivia ·
Bosnië en Herzegovina ·
Brazilië ·
Bulgarije ·
Canada ·
Chili ·
China ·
Colombia ·
Costa Rica ·
Cyprus ·
DDR ·
Denemarken ·
Duitsland ·
Ecuador ·
Egypte ·
El Salvador ·
Engeland ·
Estland ·
Equatoriaal-Guinea · 
Faeröer ·
Finland ·
Frankrijk ·
GOS ·
Georgië ·
Griekenland ·
Haïti ·
Honduras ·
Hongarije ·
Ierland ·
IJsland ·
Irak ·
Iran ·
Israël ·
Italië ·
Ivoorkust ·
Japan ·
Joegoslavië ·
Jordanië ·
Kosovo ·
Kroatië ·
Letland ·
Liechtenstein ·
Litouwen ·
Luxemburg ·
Malta ·
Marokko ·
Mexico ·
Nederland ·
Nieuw-Zeeland ·
Nigeria ·
Noord-Ierland ·
Noord-Macedonië ·
Noorwegen ·
Oekraïne ·
Oostenrijk ·
Panama ·
Paraguay ·
Peru ·
Polen ·
Portugal ·
Puerto Rico ·
Roemenië ·
Rusland ·
San Marino ·
Saoedi-Arabië ·
Schotland ·
Servië ·
Servië en Montenegro ·
Slovenië ·
Slowakije ·
Sovjet-Unie ·
Tahiti ·
Tsjechië ·
Tsjecho-Slowakije ·
Tunesië ·
Turkije ·
Uruguay ·
Venezuela ·
Verenigde Staten ·
Wales ·
Wit-Rusland ·
Zuid-Afrika ·
Zuid-Korea ·
Zweden ·
Zwitserland
Australië (2014) ·
Brazilië (2013) ·
Chili (2010) ·
Chili (2014) ·
Costa Rica (2022) ·
Duitsland (2008) ·
Duitsland (2022) ·
Engeland (1982) ·
Engeland (2024) ·
Frankrijk (1984) ·
Frankrijk (2006) ·
Frankrijk (2012) ·
Frankrijk (2021) ·
Griekenland (2008) ·
Honduras (2010) ·
Ierland (2012) ·
Iran (2018) ·
Italië (2008) ·
Italië (2012, 1) ·
Italië (2012, 2) ·
Italië (2016) ·
Italië (2021) ·
Japan (2022) ·
Kroatië (2012) ·
Kroatië (2021) ·
Marokko (2018) ·
Marokko (2022) ·
Nederland (2010) ·
Nederland (2014) ·
Oekraïne (2006) ·
Paraguay (2002) ·
Polen (2021) ·
Portugal (2012) ·
Portugal (2018) ·
Rusland (2008, 1) ·
Rusland (2008, 2) ·
Rusland (2018) ·
Saoedi-Arabië (2006) ·
Slovenië (2002) ·
Slowakije (2021) ·
Sovjet-Unie (1964) ·
Tsjechië (2016) ·
Tunesië (2006) ·
Turkije (2016) ·
West-Duitsland (1982) ·
Zuid-Afrika (2002) ·
Zweden (2008) ·
Zweden (2021) ·
Zwitserland (2010) ·
Zwitserland (2021)
CONMEBOL: Argentinië · Bolivia · Brazilië · Chili · Colombia · Ecuador · Paraguay · Peru · Uruguay · Venezuela

UEFA: Albanië · Andorra · Armenië · Azerbeidzjan · België · Bosnië en Herzegovina · Bulgarije · Cyprus · Denemarken · Duitsland · Engeland · Estland · Faeröer · Finland · Frankrijk · Georgië · Gibraltar · Griekenland · Hongarije · IJsland · Ierland · Israël · Italië · Kazachstan · Kosovo · Kroatië · Letland · Liechtenstein · Litouwen · Luxemburg · Malta · Moldavië · Montenegro · Nederland · Noord-Ierland · Noord-Macedonië · Noorwegen · Oekraïne · Oostenrijk · Polen · Portugal · Roemenië · Rusland · San Marino · Schotland · Servië · Slovenië · Slowakije · Spanje · Tsjechië · Turkije · Wales · Wit-Rusland · Zweden · Zwitserland

AFC: Australië · China · Irak · Iran · Japan · Libanon · Oezbekistan · Oman · Qatar · Saoedi-Arabië · Syrië · Verenigde Arabische Emiraten · Vietnam · Zuid-Korea

CAF: Algerije · Burkina Faso · Congo-Kinshasa · Egypte · Ghana · Ivoorkust · Kaapverdië · Kameroen · Mali · Marokko · Nigeria · Senegal · Tunesië · Zuid-Afrika

CONCACAF: Canada · Costa Rica · Curaçao · El Salvador · Honduras · Jamaica · Mexico · Panama · Suriname · Verenigde Staten

OFC: Nieuw-Zeeland